# Timót utca megállóhely
Timót utca megállóhely (korábban Fegyvergyár, majd Lámpagyár) egy megszűnt budapesti HÉV-megállóhely, melyet a MÁV-HÉV Helyiérdekű Vasút Zrt. (MÁV-HÉV) üzemeltetett.

## Megközelítés budapesti tömegközlekedéssel
- Busz:  224
- Elővárosi busz:  627, 630, 631, 632, 635, 636, 655, 661
- Éjszakai busz:  923